# Wangen an der Aare
Wangen an der Aare és un municipi del cantó de Berna (Suïssa), situat al districte de Wangen i a l'actual districte administratiu d'Oberaargau.

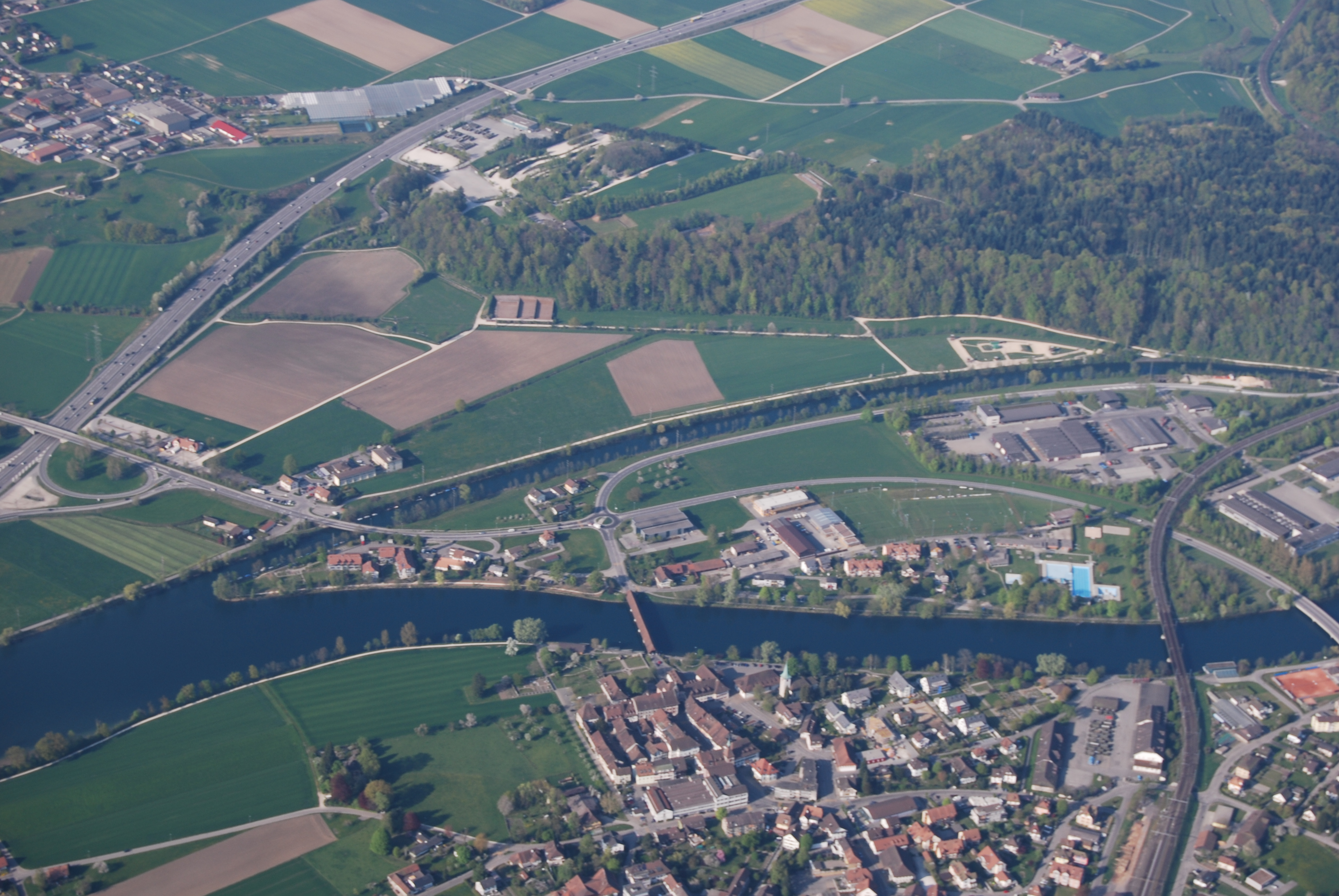
Wangen an der Aare